# DQS
A DQS Holding GmbH tem sua sede em Frankfurt/Alemanha, sendo a holding (sociedade gestora de participações sociais que administra conglomerados de um determinado grupo) das empresas do grupo DQS. As atividades principais incluem a avaliação de processos de negócios de qualquer natureza e a certificação de sistemas de gestão.

## História
A DQS foi fundada em 1985 como primeira empresa certificadora alemã em Frankfurt/Alemanha. O objetivo principal dos dois sócios fundadores DGQ (Deutsche Gesellschaft für Qualität e. V. / Associação Alemã para Qualidade) e DIN (Deutsches Institut für Normung e. V. / Instituto Alemão de Normalização) foi um incentivo a economia alemã.
A fundação da empresa coincidiu com a publicação das primeiras propostas da série de normas ISO 9000 que inclui a norma ISO 9001, a norma de qualidade de maior importância mundial. No ano 1986 (um ano antes da publicação final) a DQS emitiu como primeira certificadora na Alemanha um certificado de acordo com a ISO 9001. Após a fusão com a divisão Management Systems Solutions (MSS) da certificadora americana Underwriters Laboratories Inc. em março de 2008, o grupo DQS se tornou uma das maiores certificadoras de sistema do mundo. Desde junho de 2015, a empresa alterou o nome para Grupo DQS.

## Estrutura organizacional
A DQS Holding GmbH lidera uma rede de mais de 80 escritórios em mais de 60 países, com capacidade de realizar projetos internacionais. Os aproximadamente 20.000 clientes do grupo DQS representam mais de 58.000 unidades certificadas em cerca 130 países em quase todos os ramos de negócio.
O grupo de empresas possui mundialmente cerca de 2.800 funcionários, sendo destes, 2.500 auditores aproximadamente. 
Fazem parte das maiores empresas do grupo a DQS Inc. (USA), a DQS do Brasil Ltda., DQS Japão, a DQS Medizinprodukte (equipamentos médicos) GmbH, assim como a DQS GmbH na Alemanha.

## Serviços
As empresas do grupo orientam seus serviços pelas necessidades de cada mercado e nas expectativas e necessidades dos clientes. Fazem parte do portfólio dos serviços do grupo DQS auditorias para clientes de todos os ramos de atuação, auditorias de acordo com requisitos de clientes ou setores específicos, assim como certificações baseadas em mais de 100 normas nacionais e internacionais.
As mais relevantes normas e serviços são:
- ISO 9001 (Qualidade)
- ISO 14001 (Meio Ambiente)
- OHSAS 18001 (Segurança e saúde ocupacional)
- ISO 50001 (Gestão de energia)
- ISO/TS 16949 (Automotivo)
- ISO 27001 (Segurança da informação)
- ISO 20000-1 (Gerenciamento de qualidade de serviços de TI)
- ISO 13485 (Produtos médicos)
- IRIS[desambiguação necessária] (Indústria ferroviária)
- EN 9100ff (Indústria de aviação e aeroespacial)

Além disso são prestados serviços de auditoria de sistemas de gestão de riscos, sustentabilidade, proteção de dados, saúde e serviços sociais, excelência do negócio e sistema de gestão integrada.

### Modo de trabalho
O modo de trabalho do grupo tem uma particularidade: Os serviços são prestados na sua maioria por auditores externos (subcontratados), que são especialistas no ramo de atividade dos clientes auditados. Assim, junto com uma profunda experiência em certificações, é assegurado um foco prático das atividades e um conhecimento atualizado no ramo específico do cliente.

### Rede
A DQS é sócia-fundadora da maior rede internacional de empresas certificadoras IQNet (International Quality Network), fundada em 1990. O objetivo principal dessa rede, que inclui atualmente 36 empresas parceiras, é o reconhecimento mútuo e mundial dos certificados dos seus membros. O diretor executivo da DQS Holding GmbH, Michael Drechsel, é o atual presidente do IQNet.